# Idaea triangularis
Idaea triangularis là một loài bướm đêm trong họ Geometridae.